# Odontopera ochroneura
Odontopera ochroneura là một loài bướm đêm trong họ Geometridae.